# Samariterhemmet

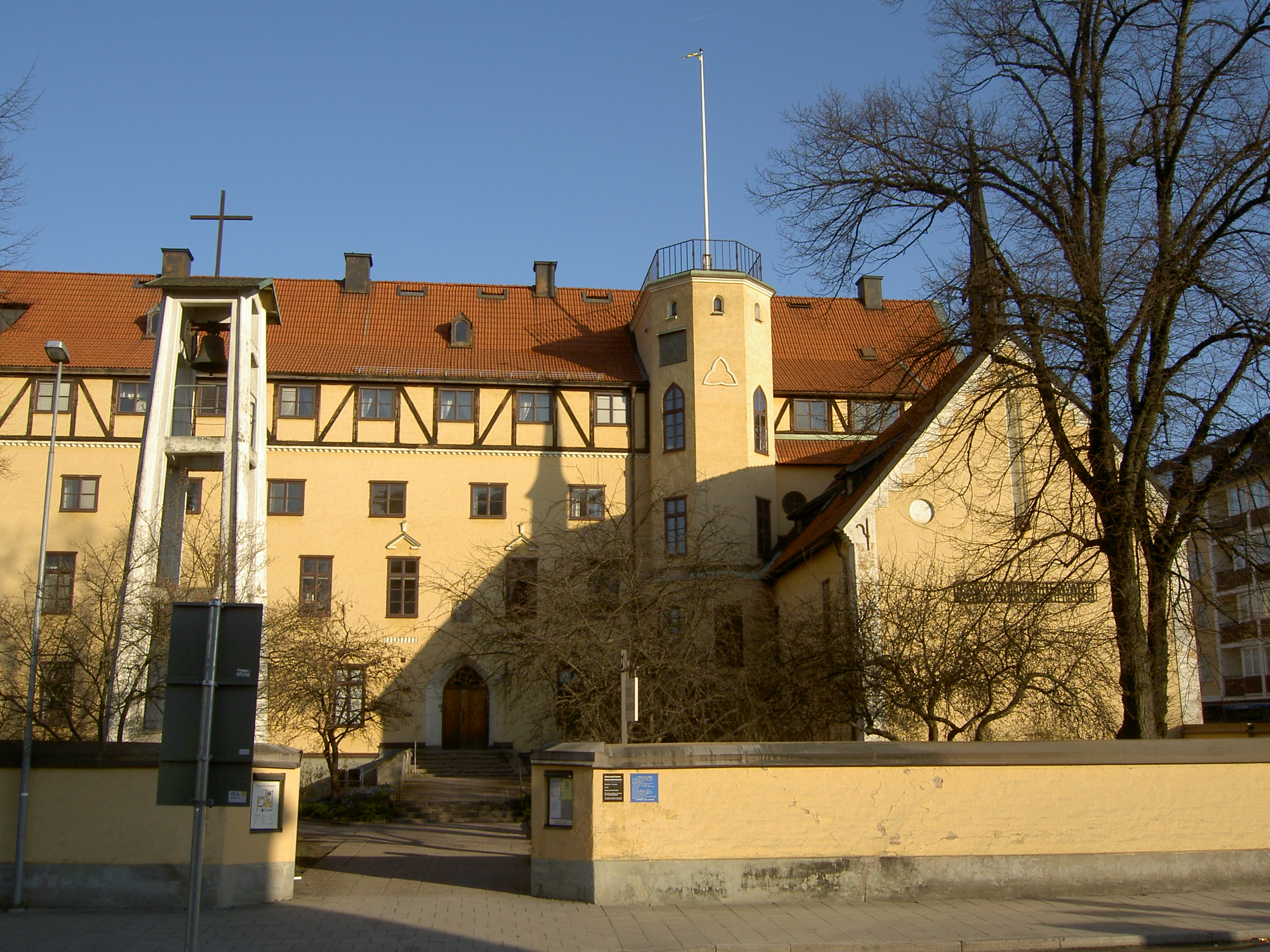
Samariterhemmet i Uppsala.

Diakonistiftelsen Samariterhemmet i Uppsala grundades av Ebba Boström (1844-1902), när hon övertog Sedlighetsföreningen i Uppsalas räddningshem 1882. Därefter inrättade hon genom sin privata förmögenhet också barnhem, sjukhem för nervsjuka och ett sjukhus.
Boström planerade att starta en diakonissanstalt med egen systerkår, men denna tillkom först efter hennes död, under ledning av prästen Otto Centerwall (diakonisslinjen inrättades 1906, och den första diakonissinvigningen skedde 1912, medan diakonisshuset stod klart först 1918). Centerwall tog också initiativ till utbildning av församlingssystrar med särskild hänsyn till landsbygdens fattiga och sjuka.
Vid Diakonistiftelsen Samariterhemmet bedrivs inte längre utbildning, men stiftelsen är ett centrum för diakonal verksamhet av olika slag, bland annat demensboende, gruppverksamhet och stadsmission. Diakonistiftelsen står under ledning av en direktor, och har en omfattande anläggning med bland annat en kyrka.

## Samariterhemmets sjukhus[1]
Sjukhuset grundades 1893 under namnet Samariterhemmets sjukhem. 1925-28 byggdes sjukhuset om och fick nya operationslokaler. Sjuksköterskeutbildning startades 1946 och fortsatte fram till 1975. 1971 invigdes nya sjukhusbyggnader. Verksamheten är sedan år 1997 en del av Akademiska sjukhuset i Uppsala.

## Samariterhemmets föreståndare och direktorer[1]
- Otto Centerwall, föreståndare (1905 –1944)
- Samuel Palm, föreståndare (1944 – 52)
- Pehr Edwall, föreståndare (1952 – 60)
- Bengt-Thure Molander, föreståndare/direktor (1960 – 67)
- Inga Bengtzon, direktor (1967 – 85)
- Vivi-Ann Grönqvist, direktor (1985 – 1995)
- Rolf Nordblom, direktor (1995 – 2008)
- Lennart Lindgren, direktor (2008 – 2018)
- Erik Eckerdal, direktor (2018 – 2022)
- Mattias Nordström, direktor (2023 – )